# Heidi Sundal
Heidi Sundal (Oslo, 30 de octubre de 1962) es una exjugadora de balonmano noruega. Consiguió 2 medallas olímpicas de plata.